# Oi! The Album
Oi! The Album ist eine Musik-Kompilation, die 1980 von Garry Bushell zusammengestellt und über EMI verlegt wurde. Die Kompilation wirkte stilbildend für die Musikrichtung Oi!.

## Entstehungsgeschichte
Nachdem die ursprüngliche Punkbewegung in Großbritannien langsam abflaute, entwickelte sich ein roherer Musikstil, der eher die Arbeiterklasse ansprach. Eine der ersten Bands waren Sham 69. Langsam verlor die britische Musikpresse das Interesse an der einstmals gehypten Punk-Szene, die vor allem durch Bands wie die Sex Pistols, The Clash und The Damned geprägt war. Mit Ausnahme des Musikmagazins Sounds, das regelmäßig über die Neuerscheinungen von den härteren Bands wie Angelic Upstarts, Cockney Rejects und The Last Resort berichtete.
Die Musikszene hatte bis dahin keinen eigenen Namen. Der Musikjournalist Garry Bushell bezeichnete die Musik als Oi!, ausgehend von den Bühnenansagen der Cockney Rejects und deren Song Oi Oi Oi. Mit EMI verhandelte Bushell über eine Kompilation mit Unterstützung des Sounds-Magazins, die die junge Szene vorstellen sollte. Er bekam zu dieser Zeit zahlreiche Demos ähnlicher Bands zugeschickt. Neben befreundeten Bands wie den Rejects, Angelic Upstarts nahm er auch zwei ältere Bands, Slaughter and the Dogs und Cock Sparrer auf den Sampler, die lange vor der Punkwelle bereits als Pubrock-Bands aktiv waren. Eine weitere Band, die eher dem Punk-Lager zuzuordnen sind, The Exploited, sind ebenfalls auf dem Sampler vertreten.
Trotz des Anspruchs der Oi!-Szene unpolitisch zu sein, befinden sich mit den Upstart-Songs zwei hochpolitische Lieder auf dem Album. Die Cockney Rejects sind insgesamt viermal auf dem Sampler zu finden, allerdings einmal unter dem Pseudonym Postmen. Der vierte Beitrag der Rejects ist ein Projekt von Mick Geggus mit Grant Fleming von The Kidz Next Door unter dem Namen Terrible Twins. Diese Pseudonymisierung sollte auf der Samplerreihe, die sich aus dieser Kompilation ergab, weitergeführt werden.

## Schallplattencover
Das gelbe Cover zeigt Micky Geggus von den Cockney Rejects, wie er das umgedrehte Victory-Zeichen macht, was in Großbritannien, Irland, Australien, Neuseeland und Südafrika eine ähnlich schwere Beleidigung wie der Stinkefinger darstellt. Die Liner Notes wurden von Garry Bushell verfasst und sind im Cockney-Slang geschrieben.

## Rezeption
Obwohl es der erste Oi!-Sampler war, erfuhren die späteren Sampler wie Strength Thru Oi! mehr Beachtung und werden von der Presse als stilbildender beschrieben. Die Reihe umfasst eine große Anzahl von Kompilationen, von denen allerdings nur die ersten vier von Bushell stammen. Sie wurde dann von Link Records weitergeführt und rief dann eine Reihe ähnlich anmutender Nachahmer auf den Plan.

## Titelliste
1. Cockney Rejects: Oi Oi Oi – 3:25
2. Peter and the Test Tube Babies: Rob A Bank (Wanna) – 2:39
3. The 4-Skins: Wonderful World – 1:37
4. Postmen: Have a Cigar – 1:22
5. The Exploited: Daily News – 3:06
6. Terrible Twins: Generation of Scars – 2:59
7. Angelic Upstarts: Guns for the Afghan Rebels – 2:41
8. Cock Sparrer: Sunday Stripper – 3:25
9. Angelic Upstarts: Last Night Another Soldier – 2:46
10. The 4-Skins: Chaos – 2:05
11. Cockney Rejects: Here We Go Again – 3:47
12. Max Splodge/Desert Island Joe: Isubeleeeene – 3:05
13. Postmen: Beardsmen – 1:40
14. Slaughter and the Dogs: Where Have All The Boot Boys Gone? – 3:12
15. Barney & The Rubbles: Bootboys – 2:36
16. Peter & The Test Tube Babies: Intensive Care – 2:16
17. The Exploited: I Still Believe in Anarchy – 2:02

## Song / Interpreteninfos
Die beiden Angelic-Upstarts-Lieder beschäftigen sich inhaltlich mit dem Krieg. Im Lied Guns for the Afghan Rebels wird die Solidarität mit den afghanischen Rebellen gefordert. Der Text von Last Night Another Soldier greift die British Army als solche an, das Lied entstand als Reaktion auf den Nordirlandkonflikt.
Max Splodge und Desert Island Joe sind Gründungsmitglieder der 1977er Band Splodgenessabounds. Auf dem Album sind sie für den humorigen Teil zuständig.
Peter & The Test Tube Babys kamen auf dem Album zum ersten Mal mit dem Ausdruck Oi! in Berührung und übernahmen die Bezeichnung dann als Bandbeschreibung. In den Liner Notes bekommen sie von Bushell den Spitznamen „bleedin’ idiots from Brighton“.
The Exploited, eine schottische Punkband werden seit der Kompilation mit der Oi!-Szene assoziiert, sind aber eigentlich kein Bestandteil davon.